# Tamatoa Wagemann
Tamatoa Wagemann (Papeete, 18 marzo 1980) è un calciatore francese nato a Tahiti, difensore dell'AS Dragon.

## Carriera

### Club
Ha giocato 5 partite nella OFC Champions League.

### Nazionale
Con la Nazionale di calcio di Tahiti ha partecipato alla Confederations Cup 2013, è l'unico (insieme a Rainui Aroita) dei 23 convocati a non giocare nemmeno un minuto nella competizione.

## Palmarès

### Nazionale
Coppa d'Oceania: 1 
2012